# 第5世代
第5世代（だいごせだい）とは、1949年に中華人民共和国が中国共産党により建国されて以来の政治指導者の世代の一つで、胡温体制（第4世代）の「次」の指導部を狙う者たちのこと。

## 人物
- 習近平 - 中国共産党中央委員会総書記・国家主席・中央軍事委員会主席（太子党のエースで、父は元国務院副総理習仲勲）
- 李克強 - 国務院総理・中国共産党中央政治局常務委員（元常務副総理・中国共産主義青年団第一書記）
- 汪洋 - 中国人民政治協商会議全国委員会主席、中国共産党中央政治局常務委員（元副総理、元広東省委書記）
- 王岐山 - 国家副主席（元中国共産党中央政治局常務委員・元党中央規律検査委員会書記、元国務院副総理）

## 最高指導者

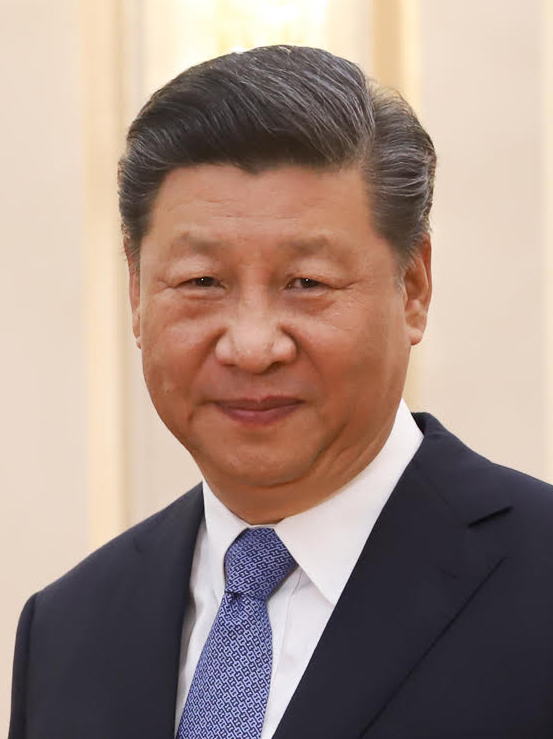
習近平総書記